# 华南理工大学计算机科学与工程学院
华南理工大学计算机科学与工程学院（简称：华工计算机学院）是华南理工大学下属的工科学院，位于中国广东省广州市番禺区华南理工大学大学城校区内。计算机学院的历史可以追溯至1960年代，为中国大陆最早从事计算机科研与教学的单位之一。

## 历史沿革
1958年，电子学专家冯秉铨教授、徐秉铮教授及部分师生，建立电讯工程系（现电子与信息学院），开始开展计算机科学方面的研究工作，并研制出中国第一台模拟电子计算机和第一台俄汉自动翻译机，计算机技术为该系的其中一个专业；但该专业在1959年即被短暂撤销:76。1960年，电讯工程系设立计算机专业；1969年，计算机专业和自动控制专业合并为自动控制系；1978年，自动控制系增设电子计算机软件专业。
1981年，电子计算机专业和电子计算机软件专业从自动化系独立出来，成立计算机系:193。1996年，与电子通信工程系、自动控制工程系等合并成立电子与信息学院。
2001年，原计算机系、网络中心、计算中心合并组建为现在的计算机科学与工程学院。同年依托计算机学院的资源，建立计算机软件学院，为获得中国教育部和国家计委批准成立的35所国家示范性软件学院之一。
2005年，学校决定将计算机科学与工程学院搬迁至南校区，与软件学院合并办学，两个学院实行“两块牌子，一套人马”；但在2007年9月，软件学院重新开始独立建制。
2016年9月，华南理工大学的计算机科学首次进入美国基本科学指标数据库（ESI）学科排名前1%，成为华工第7个进入ESI全球前1%的学科领域。
2018年4月，IEEE广州分会在计算机学院内成立。

## 学术科研

### 学科设置
截至2021年1月，华南理工大学计算机科学与工程学院共有如下的研究生学位授权点和本科专业：
- 博士后流动站：计算机科学与技术
- 一级学科博士、硕士学位授权点：计算机科学与技术
- 本科专业：计算机科学与技术、网络工程、信息安全

其中，计算机科学与技术学科为广东省一级重点学科；本科计算机科学与技术专业为国家级一流本科专业建设点、国家级特色专业，网络工程专业为省级一流本科专业建设点、国家级特色专业。

### 科研机构
计算机学院现有7个科研基地，并按学科研究方向组建了9个学术团队和1个基础教学团队。

| - 学术团队 - 计算智能 - 网络空间安全 - 高性能计算与海量信息处理 - 计算机多媒体技术与图形图像处理 - 机器学习与数据挖掘 - 视听觉服务计算 - 先进计算系统结构 - 移动软件开发环境 - 智能技术与机器人 - 教学团队 - 计算机基础系列 | - 科研基地 - 广东省计算智能与网络空间信息重点实验室 - 大数据与计算智能粤港联合创新平台 - 广东省人工智能中医工程中心 - 广东省信息访问与传输安全工程技术研究中心 - 广东高校海量大数据的智能信息处理与安全工程技术研究中心 - 广东省大数据分析处理工程技术研究中心 - 广东省计算机网络重点实验室 |

## 现任领导
- 院长：陈俊龙
- 党委书记：林智
- 副院长：陈伟能、高英
- 党委副书记：陈浩文

## 知名校友
- 何正宇（1977级）：广东威创视讯科技股份有限公司董事长兼总经理[19]
- 张波（1980级）：广东安居宝数码科技股份有限公司董事长、创始人[20]
- 欧阳瑜（1988级计算机及应用专业）：澳门特别行政区社会文化司司长[21]
- 张志东（1993级计算机组织与系统结构专业硕士）：腾讯主要创办人、终身荣誉顾问，腾讯学院荣誉院长，曾任腾讯首席技术官[22]
- 梁捷（1994级计算机科学与技术专业）：UC优视联合创始人、技术总裁[23]
- 陈磊华（1995级计算机科学与技术专业）：盈世Coremail创始人、总裁，163邮箱的主要开发者[24]
- 何小鹏（1995级计算机科学与技术专业）：小鹏汽车联合创始人、董事长，UC优视联合创始人，曾任UC优视总裁、阿里移动事业群总裁、阿里游戏董事长[25]
- 李森和（2002级计算机科学与技术专业）：ZAKER创始人、CEO[26]
- 何彦杰（2003级计算机网络工程专业）：深圳恒升智慧科技有限公司董事长，曾任OPPO软件工程事业部总经理，腾讯 高级总监 [27]
- 陈第（2006级计算机科学与技术专业）：广州优蜜信息科技有限公司创始人、CEO[28]

## 事件
2019年2月11日，新浪微博网友@平凡的世界overlooker 发表长文指计算机学院发生院领导篡改研究生入学考试分数事件。爆料称2018年研究生入学复试结束、工作人员收齐所有复试组成绩登分后，院长张军召集院党委书记练伟杰、纪委书记杨毅仁、副院长余志文开会讨论并篡改了8位考生的考试成绩，最终5人调高成绩后被录取，1人在投诉学校招生办后，又被改分补录；之后张军逼迫相关工作人员和副院长先后辞职。此事引发巨大争议，并开启了社会对教育公平和腐败问题的讨论。
随后，校方在2月14日发布公告称已成立工作组调查事件并将四人停职。4月4日，教育部和学校对该事件处理情况进行通报，张军被免去院长职务、解除聘用合同，余志文被开除党籍、降低岗位等级、取消研究生导师资格、撤销珠江学者称号，练伟杰和杨毅仁被开除党籍、降低岗位等级，另有2名招生部门负责人被处分、4名校领导被问责。最终在9月10日，本应录取但受该事件而未被录取的学生李某被批准转回华工就读。